# Neil Davidson, Baron Davidson of Glen Clova

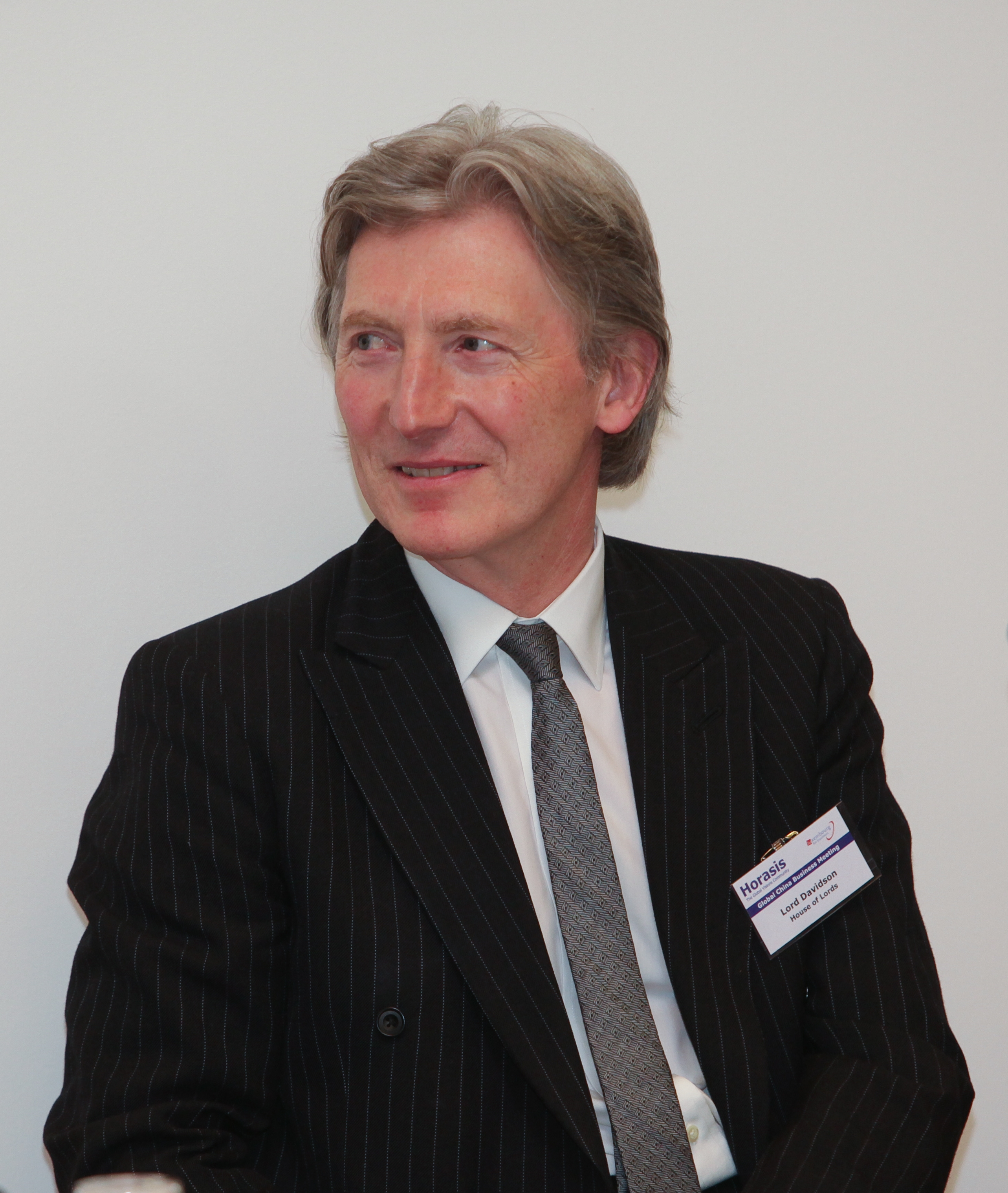
Lord Davidson

Neil Forbes Davidson, Baron Davidson of Glen Clova, QC (* 13. September 1950) ist ein schottischer Rechtsanwalt und ehemaliger Generalanwalt für Schottland.

## Hintergrund
Davidson wurde als Sohn von John und Flora Davidson geboren, und studierte an der University of Stirling mit dem Abschluss BA, machte an der University of Bradford seinen MSc und an der University of Edinburgh seinen LLB, LLM und wurde 1979 in die Faculty of Advocates aufgenommen. Er beschäftigt sich insbesondere mit Wirtschafts- und Verwaltungsrecht.

## Karriere
1979 wurde er in die Faculty of Advocates aufgenommen, und 1982 als Standing Junior Counsel beim Registrar General registriert. Er wurde 1990 Angehöriger der Barristers in England and Wales am Inner Temple und 1993 zum Kronanwalt in Schottland ernannt. Von 1993 bis 2000 war er Direktor des City Disputes Panel, und am 24. Februar 2000 wurde er zum Solicitor General für Schottland ernannt. Er hatte diesen Posten bis November 2001 inne. Er ist Mitglied der Anwaltsgemeinschaft 11 King's Bench Walk Chambers, die vom früheren Lordkanzler Lord Irvine of Lairg gegründet worden war.
Im März 2006 wurde bekanntgegeben, dass der Premierminister Tony Blair ihn für die Position als Generalanwalt für Schottland vorgeschlagen hatte, die seit dem Rücktritt von Lynda Clark, Baroness Clark of Calton am 18. Januar des Jahres unbesetzt gewesen war. Er wurde am 22. März als Baron Davidson of Glen Clova zum Life Peer erhoben und ging für die Labour Party in das House of Lords. Bei den Wahlen 2010 verlor er sein Mandat an den Herausforderer Jim Wallace von den Liberaldemokraten, den ehemaligen stellvertretenden Ersten Minister in Schottland.
Davidson ist Koautor der Judicial Review in Scotland (1986). Er war 1998 für die Internationale Juristenkommission' Chef de Mission in Ägypten.